# Partit Nacional dels Patriotes
El Partit Nacional dels Patriotes (en francès: Parti national des patriotes, PNPC) és un partit polític sankarista de Burkina Faso. El seu president és Idrissou Kouanda. A mitjans del 2013 abandonà el bloc d'oposició per donar suport a l'aleshores president Blaise Compaoré.